# Hylobe
Hylobius
Genre
Sous-genres de rang inférieur
- Hylobius (Hylobius) Germar, 1817
- Hylobius (Callirus) Dejean, 1821

L'hylobe, plus exactement les hylobes (Hylobius) forment un genre de charançons appartenant à la famille des Curculionidae.
En France, ils sont présents partout, sauf en Corse.

## Classification
Le genre Hylobius est décrit par l'entomologiste allemand Ernst Friedrich Germar (1786-1853) en 1817,. 

### Fossiles
Selon Paleobiology Database en 2023, dix collections de fossiles pour treize occurrences sont référencées :
- Pliocène : une collection d'Allemagne ;
- Miocène : quatre collections de Chine ;
- Oligocène : trois collections de France et deux d'Allemagne[2].

Ceci atteste la présence du genre depuis 33,9 à 2,588 Ma avant notre ère.

## Pathogènes?
Comme dans tous les pays du nord de l’Europe, les hylobes sont en France les plus importants « ravageurs » des reboisements résineux (épicéa, pseudotsuga, pin, mélèze, cèdre), causant de sérieuses déformations ou la mort des plants dans leurs premières années.
Les morsures des coléoptères adultes sur l’écorce de la tige des jeunes plants peuvent anéantir une plantation en quelques semaines.
Leur prolifération a pu être favorisée par les grandes campagnes d'enrésinement des années 1960 à 1980, largement subventionnées en France par le FFN (Fonds forestier national) et par les transferts de "matériel" de plantation.

## Prévention et moyens de lutte insecticide
Des plantations non monospécifiques devraient défavoriser les pullulations.
Les mesures de lutte sont situées à deux niveaux :
- traitement des plants en pépinière avec un produit insecticide à base de deltaméthrine (insecticide toxique, mais encore autorisé aujourd’hui en France) ou de carbosulfan ;
- sur plantation non traitée au préalable, en cas de début de morsures constatées au collet des plants, avec un produit à base de pyréthrinoïde de synthèse deux ou trois ans après l’exploitation de l’ancien peuplement.

Traitement alternatif : selon une étude publiée en 2009, un enduit sableux que sa composition et finesse de grain permet de rester élastique après séchage peut efficacement faire barrière contre les attaques des hylobes sur les semis, avec des résultats qui sont même meilleurs qu'avec les insecticides classiques (testé sur pin et épicéa, avec les résultats ci-dessous) :
- traiter 60 % de la tige au Conniflex permet d'augmenter la survie des plants de 29 à 97 % chez le pin et de 26 à 86 % chez l’épicéa ;
- traiter 30 % de la tige est moins efficace (survie de 64 % chez l’épicéa, avec dégâts plus marqués la seconde année suivant le traitement).

## Sous-genres
Le genre Hylobius a deux sous-genres selon BioLib :
- Hylobius (Hylobius) Germar, 1817
- Hylobius (Callirus) Dejean, 1821[4] ;

et deux espèces ne sont pas classées :
- Hylobius aliradicis Warner, 1966
- Hylobius rhizophagus Millers, Benjamin & Warner, 1963[4]

## Liste des espèces
- Hylobius (Callirus) abietis (Linnaeus, 1758) -- Hylobe du pin (parfois appelé Hylobe) ou Grand charançon du pin
- Hylobius aliradicis Warner, 1966
- Hylobius (Callirus) alpheus Reiche, 1857
- Hylobius congener Dalla Torre et al., 1943
- Hylobius excavatus Laicharting, 1781 -- Synonyme : H. piceus (De Geer, 1775) -- Gros charançon de l'épinette
- Hylobius (Hylobius) excavatus Laicharting, 1781
- Hylobius (Callirus) graecus Pic, 1902
- Hylobius (Callirus) huguenini Reitter, 1891
- Hylobius pales Herbst, 1797
- Hylobius (Callirus) pinastri Gyllenhaal, 1813
- Hylobius pinicola Couper, 1864
- Hylobius radicis Buchanan, 1935
- Hylobius rhizophagus Benjamin & Walker, 1963
- Hylobius (Callirus) transversovittatus, (Goeze, 1777)
- Hylobius warreni Wood, 1957

## Espèces fossiles
Selon Paleobiology Database en 2023, les espèces fossiles référencées sont au nombre de :
- †Hylobius antiquus von Heyden and von Heyden, 1866
- †Hylobius carbo Oustalet, 1874
- †Hylobius deletus Oustalet, 1870
- †Hylobius medianus Zhang, 1989
- †Hylobius plenus Zhang, 1989
- †Hylobius turfaceus Zhang, 1989

### Publication originale
- [1817] Ernst Friedrich Germar, « Seit längerer Zeit, war eine Sichtung der Curculionen in einzelne Gattungen unfere angelegentliche Beschäftigung... », Magazin der Entomologie, vol. 2,‎ 1817, p. 339-341.